# Vrolijk rad

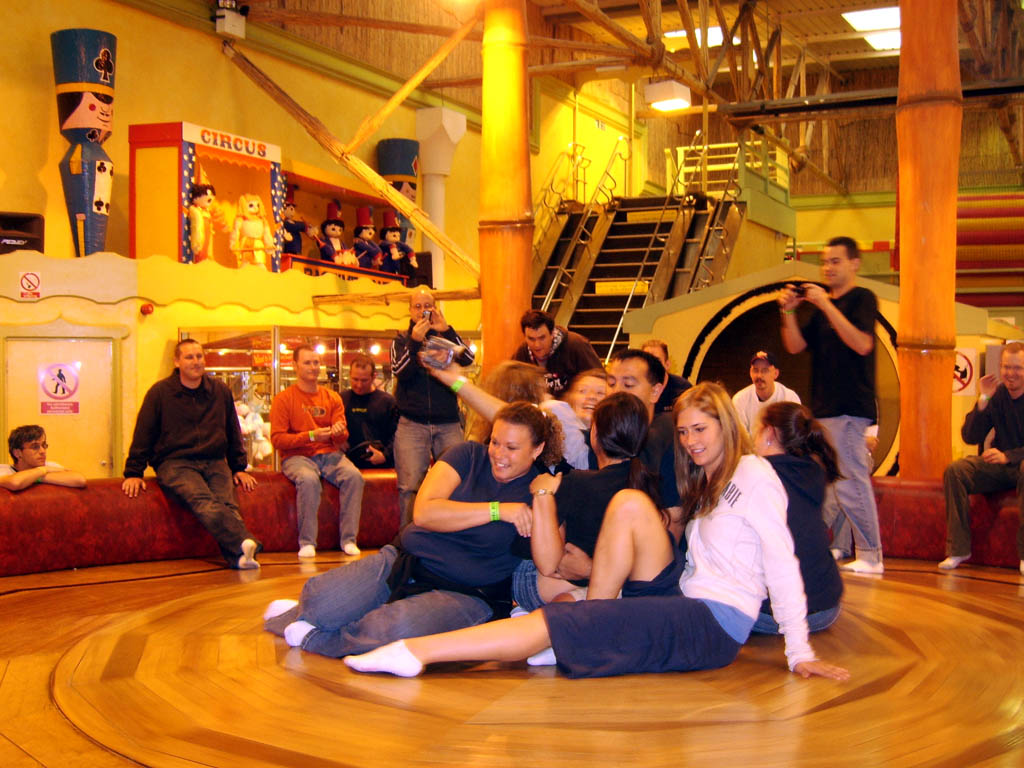
Een Vrolijk Rad in een cakewalk in Pleasureland, Southport, Engeland

Een vrolijk rad is een kermisattractie die men in de jaren 50 van de 20e eeuw vaak aantrof op kermissen.
Meestal bevindt het vrolijk rad zich in een soort circustent. Het rad zelf bestaat uit een grote, gladde draaischijf, met een diameter van maximaal 10 meter.
De presentator vraagt toeschouwers ("jongens met bruine schoenen" of "meiden met zwarte rokken") op het rad plaats te nemen, waarna het rad begint te draaien en de personen er een voor een worden afgeslingerd of er domweg afrollen. Wie het langst blijft zitten (diegene die in het midden zit), heeft een prijsje verdiend. Ook worden er mensen uitgenodigd op het (langzaam draaiende) rad te lopen, wat bijna onmogelijk is vanwege de (middelpuntvliedende) corioliskrachten. Uiteindelijk wordt iedereen van het gladde rad geslingerd. Slaagt iemand erin precies in het midden te blijven zitten, zelfs als het rad op topsnelheid draait, dan kan de presentator zijn aandacht even afleiden waarna hij alsnog naar de rand schuift. Doordat het rad en de vloer daaromheen glad zijn afgewerkt, is de kans op verwondingen en schade aan de kleding gering.
Een vrolijk rad is nu nog te bezichtigen in Sybrandy's Ontspanningspark.